# 林比足球俱乐部
寧比足球會（丹麥語：Lyngby Boldklub，簡稱Lyngby BK）是位於丹麥西兰岛北部靈比-措拜克市鎮行政中心孔恩斯靈比（Kongens Lyngby）的足球會，於1921年脫離寧比體育會（Lyngby IF）而成立，現時參賽丹麦足球超级联赛。
寧比曾贏得兩屆丹麥聯賽冠軍及三次丹麥盃，但球會於2001年12月宣佈破產，餘下球季只能起用業餘球員上陣，成績墊底被迫降班，因破產被罰加降兩級至國內第四級的業餘聯賽「Danmarksserien」，兩年後以冠軍身份升班丹乙，2005年奪得季軍升班丹甲，2006/07年奪得冠軍錦標後，於破產五年半後重返頂級聯賽。惟一季後再以包尾排名降班，兩季後以亞軍身份升班再戰丹超。

## 榮譽
- 丹麥頂級聯賽
  - 冠軍（2）：1983年、1992年；
  - 亞軍（3）：1981年、1985年、1991年；
- 丹麥盃
  - 冠軍（3）：1984年、1985年、1990年；
  - 亞軍（2）：1970年、1980年；
- 丹麥甲組聯賽
  - 冠軍（1）：2007年；
  - 亞軍（2）：1979年、2010年；

## 著名球員
- （Henrik Larsen）
- （Dennis Rommedahl）
- （Claus Jensen）
- （Niclas Jensen）
- （Marcus Allbäck）
- （Mads Junker）
- （Frederik Sørensen）
- 安迪亞斯·比蘭特（Andreas Bjelland）

## 外部連結
- （丹麦文） Official website
- （丹麦文） Official fansite
- （英文） Match report from 2010/11 season （页面存档备份，存于）